# Hinrich Knittermeyer
Johann Hinrich Knittermeyer (* 20. Februar 1891 in Hamburg; † 25. Februar 1958 in Bremen) war ein deutscher Bibliothekar, Philosoph und Akteur der nationalsozialistischen Bildungs- und Kulturpolitik.

## Biografie

### Studienjahre
Knittermeyer wurde „in Hamburg als Sohn eines nicht unvermögenden Segelschiffkapitäns und einer Kaufmannstochter geboren. Er besuchte das Hamburger Johanneum.“ Nach der Reifeprüfung studierte er Philosophie in Jena, Heidelberg und Marburg; er wurde 1914 bei Paul Natorp promoviert. Am Ersten Weltkrieg nahm er bis zu einer schweren Verwundung 1918 teil.
1919 legte Knittermeyer in Marburg das Staatsexamen ab.

### Tätigkeiten als Redakteur und Bibliotheksdirektor
1920 begann er in Bremen philosophische Vorlesungen zu halten. 1922 wurde er Schriftleiter der in Marburg ansässigen Zeitschrift Christliche Welt. Ab 1923 wirkte er als Direktor der Bremer Stadtbibliothek, die 1927 in Staatsbibliothek Bremen (heute: Staats- und Universitätsbibliothek Bremen) umbenannt wurde.

### Gründung und Präsident der Wittheit zu Bremen
1924 gründete er unter anderem mit dem Arzt Georg Strube, dem Röntgenologen Hans Meyer, dem Bremer Handelskammersyndicus Johannes Rösing die wissenschaftliche Gesellschaft Wittheit zu Bremen, deren Schriftführer er wurde. 1936 wurde er dort Präsident des Vorstands, dem bereits seit 1933 Oberregierungsrat Adolf Seidler angehörte, ein vom Senat berufener NS-Kulturpolitiker.

### Mitgliedschaft in der NSDAP und Akteur der nationalsozialistischen Bildungs- und Kulturpolitik
Zum 1. Mai 1933 trat er der NSDAP bei (Mitgliedsnummer 2.901.802). Von 1933 bis 1936 war Knittermeyer auch kommissarischer Leiter der Volksbüchereien Bremen, die nach Liquidation des Trägervereins der Lesehalle Bremen deren Nachfolge antrat. Den übernommenen Bestand der Lesehalle „säuberte“ er entsprechend der nationalsozialistischen Ideologie um 25 % von 29.000 auf 22.000 Bände. Am 30. Januar 1939 ernannte ihn die damalige NS-Reichsregierung zum Professor. 
Knittermeyer war auch Leiter der 1941 neugegründeten Volksbildungsstätte Bremen als NS-Nachfolgeorganisation der bereits seit 1919 bestehenden Bremer Volkshochschule. Den Auftrag der Einrichtung formulierte er im Veranstaltungsverzeichnis von 1941: „Volksbildungsstätte Bremen, Traditionsträgerin der Bremer Volkshochschule, gegründet 1919 von Senator Richard von Hoff, in Abwehr jüdisch-marxistischer Zersetzungsbestrebungen und zur Pflege völkischer Kulturüberlieferung.“
Unter seiner Leitung nutzte die damalige Staatsbibliothek 1942 ihr Vorkaufsrecht bei den sog. "Juden-Auktionen", von dem sie deutlich Gebrauch machte."Die rund 1.600 ersteigerten Bücher machten etwas mehr als 40% des damaligen Gesamtjahreszugangs an neuen Titeln aus."
1944 erreichte ihn ein Ruf auf den Philosophielehrstuhl nach Köln, dem er zugunsten seiner Bremer Position nicht folgte.

### Inhaftierung und Entlassung aus dem Öffentlichen Dienst 1945
Am 24. September 1945 wurde Knittermeyer wegen seiner aktiven NS-Vergangenheit, u. a. Mitglied in der NSDAP seit 1. März 1933 und Förderndes Mitglied der SS, inhaftiert und aus dem bremischen Staatsdienst entfernt. In seinem Nachlass finden sich zahlreiche Belege seiner nationalsozialistischen Gesinnung, u. a. das Zitat „Die Ordnung der Rasse zwinge zum Kampf gegen die Juden.“

### Tätigkeit als freier Schriftsteller
Er war dann als freier Schriftsteller tätig, lebte in Fahren in der Nähe von Delmenhorst und beschäftigte sich zentral mit dem Neukantianismus seines Doktorvaters Paul Natorp und mit der dialektischen Theologie Karl Barths und Friedrich Gogartens sowie mit den Existenzphilosophien Karl Jaspers’ und Martin Heideggers sowie mit Jacob Burckhardts Deutung des "abendländischen Menschen".
Zwischen 1953 und 1958 war Knittermeyer Mitherausgeber der Kantstudien. 1957 und 1958 war Knittermeyer verantwortlich für einige Artikel der 3. Auflage des Lexikons Religion in Geschichte und Gegenwart. 1954 wurde er als beratendes Mitglied in den Vorstand der 1946 neugegründeten Wittheit zu Bremen berufen. 1965 wurde er zum Ehrenmitglied der Philosophischen Gesellschaft ernannt.
Knittermeyer publizierte mehr als 100 wissenschaftlichen Rezensionen u. a. von Werken von Paul Natorp, John Henry Newman, Oswald Spengler, Alfred Baeumler, Nicolai Hartmann, August Messer, Franz Brentano, Johannes Hessen, Erich Becher, Kurt Breysig, Jonas Cohn, Hugo Dingler, Walter Ehrlich, Friedrich Gogarten, Georg Misch, Martin Heidegger, Aloys Müller, Richard Hönigswald, Hans Leisegang, Arnold Gehlen, Helmut Schelsky, Gerhard Lehmann, Horst Fuhrmann, Theodor Ballauff, Otto Friedrich Bollnow, Reinhard Lauth und Walter Schulz.

## Privates
Knittermeyer war seit 1920 mit Augustine (gen. Gusta) Götte (1890–1985) verheiratet, Tochter des Bremer Kolonialwarenhändlers Johann Heinrich Götte und dessen Ehefrau Gesine Margarete Bücking. Auguste Götte promovierte ebenfalls bei Natorp. Nach seinem Tod arbeitete sie weiter an dem bereits von ihrem Mann bearbeiteten Nachlass, der nach ihrem Tod an die Staats- und Universitätsbibliothek Bremen überstellt wurde.
Die Familie Götte hatte mütterlicherseits den Bauernhof Bücking in Fahren bei Delmenhorst geerbt. Nach Knittermeyers Entlassung aus dem Staatsdienst und der nachfolgenden Haft wurde das Haus zum Wohnort der Familie. Das kinderlose Ehepaar hatte zwei Mädchen adoptiert, Paula (1934–2000) und Annamarie (geb. 1938).